# Jacques Hermant
Jacques-René Hermant (Parigi, 7 maggio 1855 – Parigi, 5 giugno 1930) è stato un architetto francese, uno dei più rinomati della Parigi fin de siècle.

## Biografia

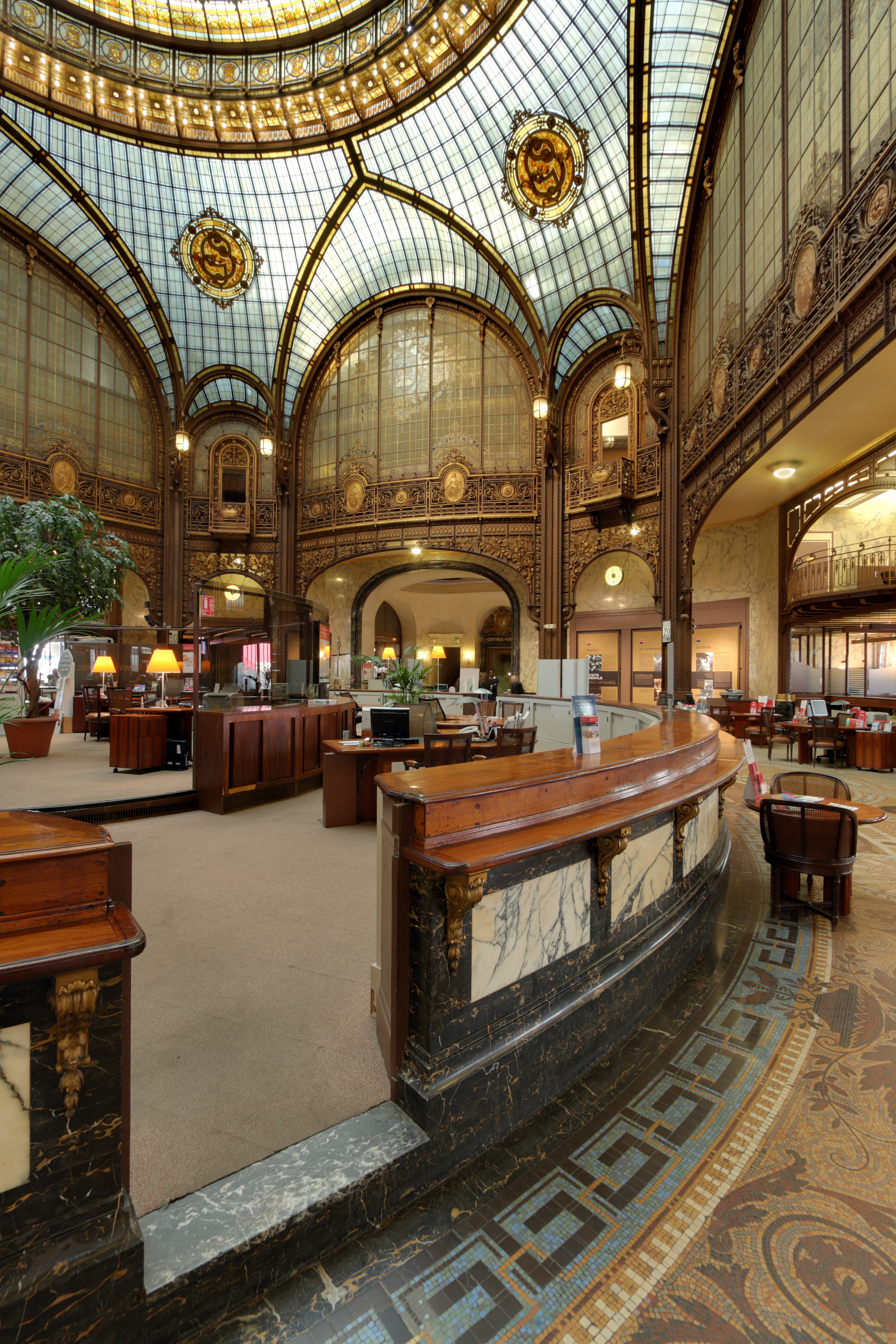
Sede centrale della Société Générale a Parigi

Era figlio dell'architetto Achille Hermant (1823-1903), studiò all'École des beaux-arts con Joseph Auguste Émile Vaudremer. Fu un architetto razionalista, ma anche un forte sostenitore dello stile neoromantico dell'epoca, preferibilmente lo stile di Luigi XIII. Divenne un sostenitore della costruzione in cemento e costruì due dei primi edifici in cemento armato a Parigi, collaborando con l'ingegnere francese Edmond Coignet (1856-1915), che brevettò il suo sistema nel 1892.
Hermant fu professore all'École des beaux-arts di Parigi e capo architetto per la città. Assunse nel suo studio l'architetto danese Hack Kampmann durante il soggiorno di questi a Parigi nel 1883.

## Edifici significativi
- il padiglione francese per l'Esposizione Mondiale Colombiana, Chicago, 1893
- il padiglione francese per l'Exposition Internationale, Bruxelles, 1897
- La Caserne des Célestins, Parigi, 1895-1901. Sede della cavalleria della Guardia repubblicana francese.
- Le Magasin des Classes Laborieuses, grande magazzino, cemento armato (con Coignet), Parigi, 1899
- La Salle Gaveau, sala da concerto per la ditta di pianoforti, cemento armato (con Coignet), Parigi, 1905
- Société générale, edificio per uffici, Blvd. Haussmann, Parigi, 1907

## Onorificenze
- Secondo premio al Prix de Rome, 1880
- Comandante della Legion d'onore, 1929